# Margareta Persson (född 1950)
Ej att förväxla med S-politikern Margareta Persson (1945–2015), för övriga personer med samma namn, se Margareta Persson
Eva Margareta Persson, född 28 december 1950 i Brännkyrka församling i Stockholm, är en svensk tidigare  socialdemokratisk politiker och tjänsteman verksam även inom funktionshinderrörelsen. Hon var statsrådsersättare i riksdagen för Socialdemokraterna 1983–1991.
Margareta Persson är dotter till byrådirektören Gösta Persson och Karin, ogift Widell. År 1973 socionomexamen på sociala linjen. Hon var anställd som informationssekreterare vid Handikappförbundens centralkommitté 1972–1977 och 1979–1981 och däremellan redaktör vid Brevskolan 1977–1979. Hon verkade också vid Neurologiska handikappades riksförbund 1981–1982. Persson har senare varit sektionschef vid Sveriges Kommuner och Landsting (SKL). 2010–2013 arbetade hon som projektledare för "Handikapphistoria i kulturarvet" på Nordiska museet, ett arvsfondsprojekt i samarbete med HandikappHistoriska Föreningen.
Persson var landstingsledamot i Stockholms läns landsting 1977–1982 och var ordförande  i Stockholms socialdemokratiska kvinnodistrikt 1982–1989. Hon var riksdagsledamot för Socialdemokraterna 1983–1991 som statsrådsersättare för Sten Andersson 1983–1985 samt för Anita Gradin 1988–1989 och 1990–1991. 
Som ordförande i Barnmiljörådet 1985–1991 blev hennes åsikter i debatten kring våldsamma TV-spel och serier uppmärksammade i dator- och TV-spelstidningarna.
Persson återgick sedan till centralkommittén som 1993 bytte namn till Handikappförbundens samarbetsorgan, där hon var ordförande 1991–1997. Hon var styrelseledamot i Konsumentverket till och med 1996 och i Apoteksbolaget 1996–2001 samt vidare ordförande i Nationella folkhälsokommittén 1997–2000, som lämnade sitt slutbetänkande "Hälsa på lika villkor" SOU 2000:91 och ledamot av folkbildningsrådet 1994–1997.Hon var genom sitt arbete i Nationella folkhälsokommittén pådrivande för att införa rökförbud på svenska restauranger 2005. På 1980-talet var hon en av de första som motionerade om kriminalisering av prostitutionens kunder.
Persson  blev medicine hedersdoktor på Karolinska institutet 2025 för sitt arbete att förbättra livsvillkoren för personer med funktionsnedsättning, både som politiker och författare. 
Persson var 1975–1999 gift med finansborgarrådet Mats Hulth (född 1946). Hon har fyra barn.